# Nokia C5-00
Nokia C5-00 - смартфон від відомої фінської компанії, представник C-серії. Апарат працює на базі Symbian 9.3 S60 3rd edition. Стандартна клавіатура з досить великими кнопками, яскравий 2,2-дюймовий дисплей та камера 5 Мпікс. Серед особливостей новинки - стандартний роз'єм під навушники і AGPS з картами Ovi Maps 3.0. Вихід в Інтернет забезпечують мережі WAP, GPRS, EDGE, HSDPA.

## Дизайн

### Розміри
- Форма корпуса: моноблок
- Розміри: 112,3 x 46 x 12,3 мм
- Вага (з акумулятором): 90 г
- Об'єм: 56,2 см³

### Клавіатура та способи введення
- 5-позиційна клавіша Navi™ і дві програмовані клавіші
- Клавіші виклику, завершення виклику, скасування і виклику програм
- Бічні клавіші регулювання гучності
- Алфавітно-цифрова клавіатура

### Кольори
- Білий
- Тепло-сірий
- Чорний

### Персоналізація
- Головний екран, що налаштовується
- Доступні для налаштування режими
- Відеосигнали викликів
- Мелодії виклику: mp3, .mid, AAC, eAAC, eAAC+, WMA
- Теми 
  - Фонові зображення
  - Заставки
  - Мелодії викликів
  - Передвстановлені теми
  - Змінні кольорові теми

### Дисплей та інтерфейс користувача
- Розмір екрана: 2,2"
- Роздільна здатність: 240 x 320 пікселів (QVGA)
- До 16,7 млн кольорів (TFT)

## Обладнання

### Живлення
- Літій-іонний акумулятор BL-5CT 1050 мА/год
- Максимальна тривалість роботи в режимі розмови: 
  - 12 год (у мережі GSM)
  - 4 год 54 хв у мережі WCDMA
- Максимальна тривалість роботи в режимі очікування: 
  - 630 год (у мережі GSM)
  - 670 год (у мережі WCDMA)
- Час відтворення відео (3GPP, 8 кадрів/с, максимальний): 11 год.
- Час запису відео (QCIF, 8 кадрів/с, максимальний): 5 год 24 хв.
- Тривалість роботи в режимі відеовиклику (максимальна): 3 год 30 хв.
- Максимальна тривалість відтворення музики в автономному режимі: 34 год.

### Передача даних
- GPRS/EGPRS MSC32 class B, максимальна швидкість до 298/178.8 кбіт/с (ВІДДАЧА/ПРИЙОМ)
- HSDPA cat9 із максимальною швидкістю до 10,2 Мбіт/с
- HSUPA cat5 із максимальною швидкістю до 2 Мбіт/с
- Підтримка синхронізації контактів, календаря і нотаток MS Outlook
- Подвійний режим передачі
- Підтримка протоколу TCP/IP
- Можливість роботи у режимі модема

### Пам’ять
- Внутрішня пам'ять: 270 Мбайт.
- Роз'єм для карток пам'яті MicroSD (до 16 Гбайт) з можливістю гарячої заміни.

### Підключення
- Bluetooth 2.0 зі збільшеною швидкістю передачі даних
- Підтримка локальної та дистанційної синхронізації SyncML
- Швидкісний порт USB 2.0 (роз'єм micro-USB)
- Підтримка заряджання через USB
- Роз’єм AV 3,5 мм

### Робочий діапазон
- Чотири діапазони GSM EDGE 850/900/1800/1900
- WCDMA 900/2100
- Автоматичне перемикання діапазонів GSM
- Режим "У літаку"

## Програмне забезпечення

### Платформа ПЗ та інтерфейс користувача
- S60 3rd Edition, Feature Pack 2
- Symbian OS v 9,3
- Голосові команди
- Активний режим очікування
- Оновлення вбудованого ПЗ через стільникову мережу (FOTA)

### Персональний органайзер (PIM)
- Календар і контакти з підтримкою місцезнаходження
- Список справ
- Активні нотатки
- Диктофон
- Калькулятор
- Годинник
- Конвертер валют

### Програми
- Nokia Messaging (електронна пошта і миттєві повідомлення)
- Карти Ovi
- Магазин Ovi
- Контакти Ovi
- Quick Office & Adobe PDF Reader (версія для ознайомлення)
- Простий редактор відео
- Редактор зображень
- Відеоцентр
- Друк зображень
- Музичний плеєр
- FM-радіо
- Веббраузер
- Мобільний пошук
- Switch
- Майстер установок

## Зв'язок

### Електронна поштата повідомлення
- Клієнт Nokia Email (SMTP, IMAP4, POP3), MMS, SMS (OMA 1,2)
- Nokia Messaging (електронна пошта і миттєві повідомлення)
- Підтримка повідомлень електронної пошти OMA
- Підтримка вкладень електронної пошти
- Mail for Exchange
- Підтримка об’єднання SMS для надсилання довгих текстових повідомлень
- Список останніх набраних номерів у редакторі повідомлень
- Одночасне видалення кількох SMS
- Обмін аудіоповідомленнями (AMS)
- Спільна папка вхідних SMS і MMS
- Читання повідомлень (високоякісне озвучування текстів SMS та електронної пошти)

### Управління викликами
- Автоматична відповідь за допомогою гарнітури або автокомплекту
- Відповідь будь-якою клавішею
- Очікування, утримання та переадресація виклику
- Таймер викликів
- Голосові сигнали викликів
- Вдосконалений голосовий набір
- Швидкий набір
- Журнал набраних номерів, отриманих і пропущених викликів
- Конференц-зв’язок (до 3 учасників)
- Зображення для контактів
- Відеовиклики
- Вібровиклик (вбудований)

## Обмін даними таІнтернет

### Браузер та Інтернет
- Браузер Nokia Web Browser з функцією Mini Map
- Підтримка мов розмітки: XHTML
- Підтримка протоколів: WAP 2.0
- TCP/IP, JavaScript і підтримка Flash LIte 3.0
- Підтримка потоків RSS
- Підтримка потокового відео
- Nokia Mobile Search
- Доступ до Магазину Ovi для пошуку і завантаження програм, ігор та іншого контенту
- Підключення до популярних послуг обміну даними на Share Online

## Навігація
- Вбудований приймач А-GPS
- Передвстановлені Карти Ovi 3.04
- Програма завантаження Карт Ovi за допомогою ПК
- Безкоштовна навігація на весь термін користування телефоном

## Фото

### Фотокамера
- Камера 5 Мпікс (роздільна здатність 2584 x 1936 пікселів)
- Повнофокусна технологія EDOF (розширена глибина різкості)
- 4-кратне цифрове збільшення
- Світлодіодний спалах
- Формати зображень: JPEG
- Додаткова камера для відеовикликів, VGA (640 x 480 пікселів)

### Фотозйомка
- Режими спалаху: увімкнено, вимкнено, автоматичний, зменшення ефекту червоних очей
- Діапазон роботи спалаху: 1,5 м
- Режими зйомки: звичайний, сепія, таймер, відео, панорама
- Режими кольорів: нормальний, сепія, чорно-білий, контрасний, негатив
- Сюжетні режими: автоматичний, режим користувача, портрет, ландшафт, спортивний, нічний, нічний портрет
- Центральнозважена автоекспозиція; компенсація експозиції: +2 ~ -2EV
- Режими світлочутливості: висока, середня, низька, автоматична
- Режими балансу білого: авто, сонячно, хмарно, лампа розжарювання, флуоресцентне освітлення
- Повноекранний видошукач
- Альбомна (горизонтальна) орієнтація
- Передвстановлений редактор зображень
- Безпосередній друк на сумісних принтерах

## Відео

### Відеокамери
- Запис відео із роздільною здатністю VGA
- 2-кратне цифрове збільшення
- Максимальна тривалість кліпу обмежується лише обсягом вільної пам'яті
- Додаткова камера (QCIF) для відеовикликів
- Режими зйомки: автоматичний, нічний
- Освітлення для відео: увімкнено, вимкнено
- Режими кольору: нормальний, сепія, чорно-білий, контрастний, негатив
- Режими балансу білого: авто, сонячно, хмарно, лампа розжарювання, флуоресцентне освітлення

### Передача та відтворення відео
- Підтримка сервісу Video Centre
  - Завантаження та відтворення потокового інтернет-відео
  - Підтримка WMV
  - Підтримка RSS-потоків
- Редактор відео
- Підключення до популярних послуг обміну даними на Share Online
- Підключення Share Online до популярних сервісів обміну
- Підтримка Flash Video
- Підтримка потокового відео
- Альбомний режим відтворення відео

### Кодеки та формати відео
- Відеозйомка 640 x 480 пікселів (VGA), до 15 кадрів/с (основна камера) і 176 x 144 пікселів (QCIF), 15 кадрів/с (додаткова камера)
- Формат запису відео: 3GPP; кодеки: H.263, MPEG-4
- Кодек для запису звуку: AMR-NB
- Формати відтворення відео: MP4, 3GPP, AVI; кодеки: H.263, H.264 і MPEG-4
- Підтримка DRM: OMA DRM 2, Windows DRM-10

## Музика та звук

### Музичні функції
- Музичний плеєр 
  - Списки відтворення
  - Еквалайзер
  - Вибір за виконавцем, альбомом та жанром
  - Відображення обкладинок альбомів
- Підтримка музичного магазину Nokia
- Nokia Music Manager (програма для ПК)
- Формати звукових файлів: MP3, WMA, AAC, eAAC, eAAC+
- Мелодії виклику 
  - 64-голосні поліфонічні мелодії викликів MIDI
  - Мелодії викликів Nokia
  - Відеосигнали викликів
  - Аудіокліпи NB-AMR
  - Файли MP3, MP4 і AAC

## Стандартна комплектація
- Nokia C5-00 5MP
- Картка пам'яті micro-SD Nokia MU-37 2 Гбайт
- Кабель для підключення Nokia CA-101D
- Стереогарнітура Nokia WH-102
- Високоефективний зарядний пристрій Nokia AC-8 (у Сполученому Королівстві: AC-15X, для Індії: AC-15N, для Австралії: AC-15A)
- Акумулятор Nokia BL-5CT
- Посібник користувача